# Tate Chmielewski
Tate Chmielewski est une réalisatrice et productrice américaine. 
Les œuvres qu'elle produit et réalise traitent de l'homosexualité féminine

## Vie privée
Le 13 septembre 2015 à Louisville dans le Kentucky, Tate Chmielewski s'est mariée à Alicia Casey.

## Filmographie
| année     | film                       | réalisatrice | productrice | notes           |
| --------- | -------------------------- | ------------ | ----------- | --------------- |
| 2012      | A Finer Difference         | Oui          | Oui         | court métrage   |
| 2013      | Othello: Desdemona's Death | Oui          |             | court métrage   |
| 2014-2015 | Girl/Girl Scene            | Oui          |             | web-série       |
| 2016      | Dagger Kiss (en)           | Oui          |             | série télévisée |
| 2016      | To...                      | Oui          | Oui         | court métrage   |
| 2016      | The River City Slayer      | Oui          | Oui         | long métrage    |
| 2016      | Breaking Bella             | Oui          |             | court métrage   |